# Zamora-Chinchipe
Zamora-Chinchipe é uma província do Equador localizada na região geográfica de Amazônica. Sua capital é a cidade de Zamora.

## Geografia
Se localiza no sudeste da Amazônia equatoriana, que faz fronteira com a província de Morona Santiago ao norte; com a província de Loja a oeste; e com o Peru ao sul e leste.

### Hidrografia
Seus rios são caudalosos e deságuam no rio Amazonas, sendo os principais: Zamora, cujas origens se encontram na província de Loja; rios Chinchipe, Yacuambi e Nangaritza, entre outros.

### Relevo
O relevo da província é muito acidentado devido à presença da grande Cordilheira Oriental dos Andes com vários contrafortes que caracterizam a maior parte das paisagens da província, e a oeste eleva-se a Cordilheira do Cóndor que delineia o contorno nesta área.

### Clima
O clima é tropical, o que varia nisso é a quantidade de umidade e a quantidade de chuvas. A temperatura cai ou aumenta conforme a altitude e os ventos. A temperatura média é de 30°C.

## Cantões
A província se divide em 9 cantões (capitais entre parênteses):
1. Centinela del Cóndor (Zumbi)
2. Chinchipe (Zumba)
3. El Pangui (El Pangui)
4. Nangaritza (Nangaritza)
5. Palanda (Palanda)
6. Paquisha (Paquisha)
7. Yacuambi (Yacuambi)
8. Yanzatza (Yanzatza)
9. Zamora (Zamora)

## Economia
A economia da província de Zamora Chinchipe é a 21ª do país com um PIB de 84,8 milhões de dólares. O que representou cerca de 0,4% da economia nacional.
Nesta parte da região amazônica, existem jazidas de ouro. As minas de Nambija, perto da cidade de Zamora, foram durante muitos anos o local de trabalho de pessoas de diferentes áreas do país, que trabalharam em condições de extrema pobreza e perigo constante devido aos contínuos deslizamentos de terra que surgiram devido às escavações de túneis, a extrair o metal precioso, deu muito lucro ao país. O ouro obtido nas lavagens dos rios também é comercializado com outras cidades como Loja, Cuenca e no exterior com o Peru.
O petróleo não é economicamente representativo. A indústria madeireira se desenvolveu com a exploração de madeiras como guayacán, mogno, cedro e carvalho, entre outras.

## Biodiversidade
Na Província de Zamora Chinchipe a riqueza da fauna e da flora é notável devido à sua posição geográfica no sopé da Amazônia, o que gerou uma biodiversidade incomensurável e desconhecida com um alto grau de endemismo que pode ser observado principalmente em várias áreas da província.
A presença humana remonta a milhares de anos, em que várias etnias indígenas viveram em harmonia com a natureza; mas a colonização mestiça modificou parcialmente a vegetação nativa, o que tem motivado algumas das áreas que são declaradas protegidas, enquanto outras permanecem desprotegidas, sendo motivo de preocupação para diversos organismos e instituições públicas e privadas que estão promovendo o estabelecimento de uma “Biosfera Reserva” no sul do Equador que inclui a província de Zamora Chinchipe e tem reconhecimento internacional pela UNESCO. Apesar desses esforços, não tem sido capaz de neutralizar a extinção da limitada distribuição geográfica de inúmeras espécies endêmicas, principalmente em termos de flora, que se encontram fora dessa faixa de áreas protegidas.

### Fauna
A fauna é composta por mamíferos como: puma, onça-pintada, gato-do-mato, urso-de-óculos, anta, veado-de-cauda-branca, raposa-colorada, ariranha, capivaras, paca, cutia, tatu, quati, pecari e uma diversidade de macacos, entre outras. Entre as aves estão: águia, araçari-de-dorso-encarnado, beija-flor, coruja, falcão, galo-da-serra-andino, garça, guácharo, guarda-rios-comum, guataraco, jocotoco, Oriole, papagaio, perdiz, pica-pau, pombo, tetraz-grande, urubu, entre outros.
Existem também inúmeras classes de anfíbios e répteis, em que se destacam sapos e cobras, como: coral, jararaca, jibóia, sucuri, surucucu, entre outras. Quanto aos peixes: bagre, enguia, tilápia, entre outros.
1. ↑  Cantons of Ecuador. Statoids.com. Retrieved 4 November 2009.